# Romana Dubnová

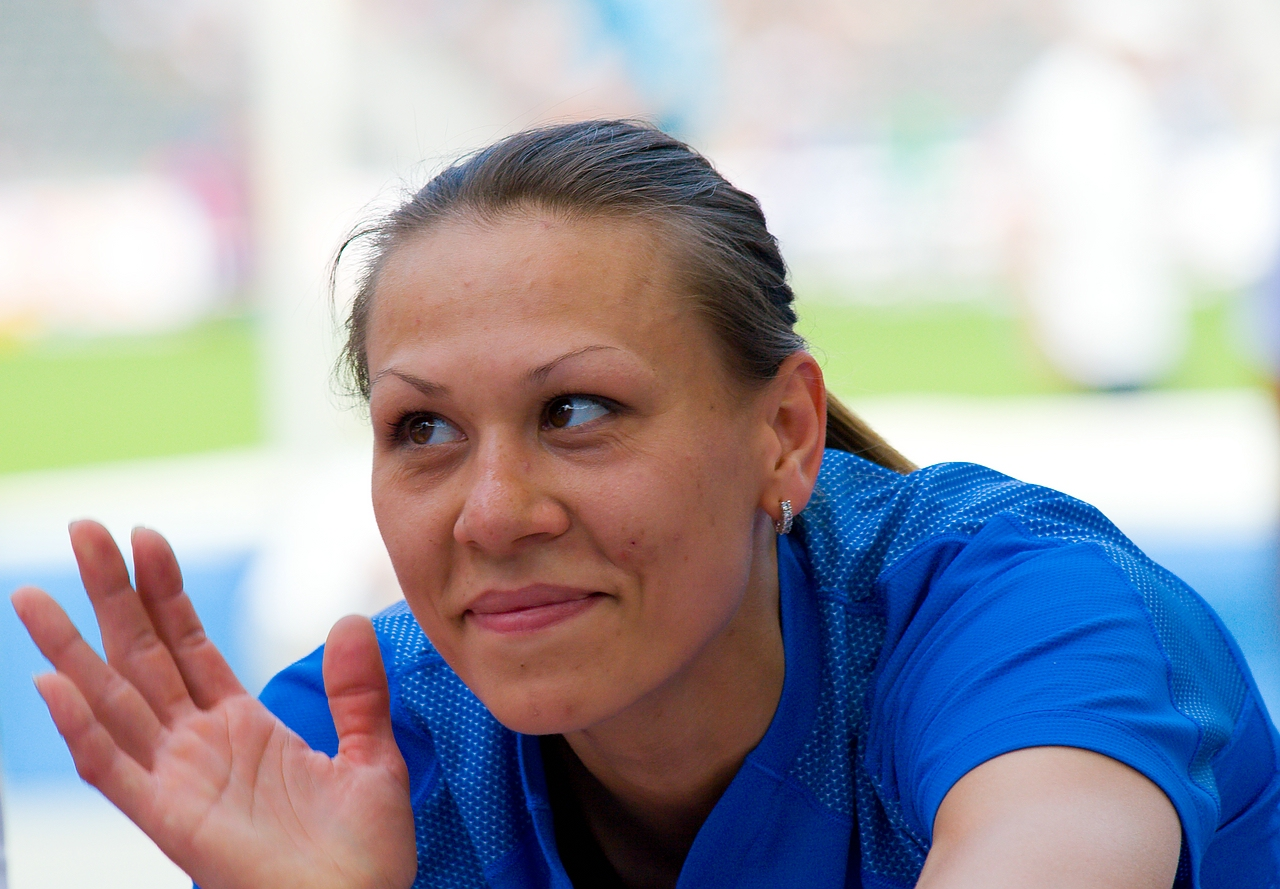
Romana Dubnová 2008

Romana Dubnová, född den 4 november 1978, är en tjeckisk friidrottare som tävlar i höjdhopp.
Dubnová deltog vid både EM i Göteborg 2006 och VM i Osaka 2007 utan att ta sig vidare till finalen. Vid Olympiska sommarspelen 2008 tog hon sig till finalen men slutade där sist efter att bara ha klarat 1,89.

## Personligt rekord
- Höjdhopp - 1,96 meter